# 楠梓科技產業園區
楠梓科技產業園區，舊稱加工出口區楠梓園區、楠梓加工出口區，位於台灣高雄市楠梓區，成立於1969年。2021年更名為「楠梓科技產業園區」。區內有日月光半導體、楠梓電子、華泰電子、國巨、萬寶至馬達、台弟工業等公司設廠，通用驗證（SGS）亦在此設廠。
2010年5月，除原有園區外，該區也開設了「第二園區」，也稱「榮塑園區」，地點位在舊園區西南側，是原國軍退除役官兵輔導委員會榮民塑膠廠廠區。